# Angelika Wesenberg
Angelika Wesenberg (geboren 1950 in Drebkau) ist eine deutsche Kunsthistorikerin.

## Leben
Angelika Wesenberg kam 1950 im brandenburgischen Drebkau zur Welt. Nach der schulischen Ausbildung studierte sie Kunstgeschichte, Germanistik und Kulturwissenschaft an der Humboldt-Universität zu Berlin und schloss das Studium mit Promotion ab. Danach arbeitete sie ab 1974 als wissenschaftliche Mitarbeiterin am Kunstgewerbemuseum Berlin im Schloss Köpenick. 1988 wechselte sie an die Ostberliner Nationalgalerie. Hier erlebte sie die Deutsche Wiedervereinigung und nachfolgend die Zusammenführung der Bestände der Nationalgalerie aus West- und Ostberlin. Als Kustodin für die Malerei des 19. Jahrhunderts verantwortete sie zahlreiche Ausstellungen in der Alten Nationalgalerie und veröffentlichte Texte zu Künstlern wie Arnold Böcklin und Max Liebermann, zur Berliner Secession und den Malern des französischen Impressionismus. Darüber hinaus verfasste sie Schriften zur Sammlungsgeschichte der Nationalgalerie. 2015 ging sie in den Ruhestand.

## Veröffentlichungen (Auswahl)
- Glas, Historismus und die Historismen um 1900. Ausstellungskatalog Kunstgewerbemuseum Schloss Köpenick, Kunstgewerbemuseum, Staatliche Museen zu Berlin, Berlin 1977.
- Vetri europei dell’Ottocento dal Biedermeier allo Jugendstil dal patrimonio del Museo di Arti Applicate. Ausstellungskatalog zusammen mit Wolfgang Hennig, Christiane Keisch, Museo Vetrario in Murano, Electa, Mailand 1980.
- Venezianisches Glas, 16. bis 18. Jahrhundert. Ausstellungskatalog Kunstgewerbemuseum Schloss Köpenick, Staatliche Museen zu Berlin, Berlin 1981.
- Schätze der Museen des Moskauer Kreml. Ausstellungskatalog herausgegeben zusammen mit Natalija A. Majasova, Eva Mühlbächer, Kunstgewerbemuseum, Staatliche Museen zu Berlin, Berlin 1987.
- Wilhelm von Bode als Zeitgenosse der Kunst, zum 150. Geburtstag. Ausstellungskatalog Nationalgalerie, Staatliche Museen zu Berlin, Berlin 1995, ISBN 3-88609-390-5.
- Arnold Böcklin, Giorgio DeChirico, Max Ernst, eine Reise ins Ungewisse. Ausstellungskatalog zusammen mit Michel Butor, Kunsthaus Zürich, Haus der Kunst München, Nationalgalerie Berlin, Berlin 1997, ISBN 3-7165-1072-6.
- Max Liebermann, Jahrhundertwende. Ausstellungskatalog zusammen mit Sigrid Achenbach, Nicolai, Berlin 1997, ISBN 3-87584-978-7.
- Im Streit um die Moderne, Max Liebermann, der Kaiser, die Nationalgalerie. Ausstellungskatalog Haus am Brandenburger Tor, Nicolai, Berlin 2001, ISBN 3-87584-102-6.
- Nationalgalerie Berlin, das XIX. Jahrhundert – Katalog der ausgestellten Werke. Seemann, Leipzig 2001, ISBN 3-363-00765-5.
- Ilja Repin – Auf der Suche nach Russland. Ausstellungskatalog Saarland-Museum und Nationalgalerie, Staatliche Museen zu Berlin, Nicolai, Berlin 2003, ISBN 3-89479-092-X.
- Berliner Impressionismus, Werke der Berliner Secession aus der Nationalgalerie. Ausstellungskatalog zusammen mit Reimar F. Lacher, Gut Altenkamp in Papenburg, Max-Slevogt-Galerie auf Schloss Ludwigshöhe und Edwin Scharff Museum in Neu-Ulm, Nationalgalerie, Staatliche Museen Berlin 2006, ISBN 3-88609-530-4.
- Frankreich in der Nationalgalerie, Courbet, Manet, Cézanne, Renoir, Rodin. Ausstellungskatalog Nationalgalerie, Staatliche Museen zu Berlin, Berlin 2007, ISBN 978-3-88609-585-8.
- Hans von Marées, Sehnsucht nach Gemeinschaft. Ausstellungskatalog, Nationalgalerie, Staatliche Museen zu Berlin, Berlin 2008, ISBN 978-3-88609-645-9.
- Die Sammlung des Bankiers Wagener, die Gründung der Nationalgalerie. Ausstellungskatalog zusammen herausgegeben mit Udo Kittelmann, Birgit Verwiebe, Seemann, Leipzig 2011, ISBN 978-3-86502-274-5.
- Romantik und Mittelalter, Architektur und Natur in der Malerei nach Schinkel. Ausstellungskatalog Nationalgalerie, Staatliche Museen zu Berlin, Edition Minerva, Neu-Isenburg 2012, ISBN 978-3-943964-04-2.
- Nationalgalerie Berlin, das XIX. Jahrhundert: Katalog der ausgestellten Werke. Herausgegeben mit Philipp Demandt, Birgit Verwiebe, Seemann, Leipzig 2015, ISBN 978-3-86502-347-6.
- Impressionismus Expressionismus, Kunstwende. Ausstellungskatalog zusammen mit Ingeborg Becker, Nationalgalerie, Staatliche Museen zu Berlin, Hirmer, München 2015, ISBN 978-3-7774-2343-2.
- Kopenhagener Malerschule, Bilder und Studien aus der Nationalgalerie und der Sammlung Christoph Müller. Ausstellungskatalog Nationalgalerie, Staatliche Museen zu Berlin, Nicolai, Berlin 2016, ISBN 978-3-89479-949-6.
- Malkunst im 19. Jahrhundert, die Sammlung der Nationalgalerie. Herausgegeben zusammen mit Birgit Verwiebe und Regina Freyberger, Michael Imhof Verlag, Petersberg 2017, ISBN 978-3-7319-0458-8.